# Jesipawa
Jesipawa (biał. Есіпава; ros. Есипово, Esipowo) – wieś na Białorusi, w obwodzie witebskim, w rejonie orszańskim, w sielsowiecie Barzdouka.